# خانه عباس ندافی و اصغر رعیتی
خانه عباس ندافی و اصغر رعیتی مربوط به دوره قاجار است و در شیراز، خیابان لطفعلی خان زند، محله گودعربان، پ۷ و ۵ واقع شده و این اثر در تاریخ ۱۰ خرداد ۱۳۸۲ با شمارهٔ ثبت ۸۷۰۷ به‌عنوان یکی از آثار ملی ایران به ثبت رسیده است.